# Osmonde de Clayton
Osmunda claytoniana
Espèce
L'Osmonde de Clayton (Osmunda claytoniana) est une fougère de la famille des Osmundaceae.

## Description
Son rhizome est gros et rampant. Les frondes (longueur 30–200 cm) sont pinnatiséquées, les extérieures généralement purement végétatives, les intérieures généralement fructifères vers le milieu. Les segments fructifères en 2-5 paires sont complètement dépourvus de surfaces vertes et disparaissent à la fin.

## Milieu de vie
Bois et lieux humides.